# Solněčnaja (železniční stanice)

Solněčnaja (rusky Солнечная) je nádraží v Moskvě v rajónu Solncevo. Nachází se v jeho severní části (nedaleko ulice Borovskoje šosse), 16 km od Kyjevského nádraží, kam vlak příměstské železnice dojížděl za 16–23 minut. Od 9. září 2023, kdy byla spuštěna linka MCD-4, však vlaky vycházející z Kyjevského nádraží na této stanici nezastavují. Na této stanici končí trojkolejný úsek od Kyjevského nádraží, přičemž dále je trať dvojkolejná a některé vlaky zde končí. 
V 20-minutovem taktu jezdí odsud kyvadlová doprava do 2,5 km vzdálené zastávky Novoperedělkino.
Celá zastávka má tři nástupiště, dvě ostrovní nástupiště slouží vlakům v hlavním směru, boční pak vlakům do stanice Novoperedělkino. Nástupiště jsou přemostěna lávkou, která zahrnuje v sobě vestibul, turnikety a obchodní centrum. Vlakům slouží 20 kolejí. Severní východ ze stanice míří k parkovišti a Měščerskému přírodnímu parku, jižní pak k Poputné a Naro-Fominské ulici a k zastávkám veřejné dopravy.